# Henry Phipps Jr.
Henry Phipps Jr. (Filadelfia, 27 settembre 1839 – New York, 22 settembre 1930) è stato un imprenditore statunitense.

## Biografia
Era il figlio di Henry Phipps, un calzolaio inglese che emigrò a Filadelfia nei primi anni del XIX secolo prima di stabilirsi a Pittsburgh nel 1845, e di sua moglie, Hannah Frank. Studiò presso le scuole pubbliche della città di Allegheny, in Pennsylvania. Aveva una sorella, Amelia Phipps Walker (1846-1887) e due fratelli: William Henry Phipps (1825-1902) e John Phipps (1833-1860).

## Carriera
Phipps iniziò a lavorare come impiegato e poi contabile con Dillworth e Bidwell. Nel 1861 divenne socio di Bidwell & Phipps, che era un agente della Du Pont Powder Company, e un socio di Kloman & Phipps, una piccola ferriera.

### Carnegie
Nel 1865 divenne socio nell'amico di infanzia e vicino di casa Andrew Carnegie e in Union Iron Mills di Thomas Carnegie, creato da una fusione tra la Kloman & Phipps e la Cyclops Iron Company.
L'anno successivo, Phipps e Carnegie andarono in tour in Europa, e quando tornarono nel 1866 iniziarono a lavorare. Phipps lavorò duramente per i successivi vent'anni e si dimostrò un valido finanziere, diventando il socio in affari di Carnegie nella Carnegie Steel Company, fondata nel 1892, che lo avrebbe reso un uomo molto ricco come secondo azionista della compagnia. Nel 1901, la Carnegie Steel Company fu venduta alla United States Steel Corporation per $ 400 milioni (circa $ 13,3 miliardi oggi), di cui $ 226 milioni andarono a Carnegie e $ 48 milioni a Phipps.
Nel 1907, Henry Phipps fondò la Bessemer Trust Company per gestire i suoi beni sostanziali che sarebbero stati suddivisi dalla sua prole dopo la sua morte.

### Investimenti immobiliari
Nel 1909, Phipps espanse i suoi investimenti acquistando 800 acri di Great Island a Cape Cod e i restanti 50 acri da Charles B. Cory. La tenuta di Cape Cod si trovava vicino ad Aberdeen Hall (distrutta dal fuoco nel settembre 1924) e si trovava vicino a Andrew Carnegie, Henry M. Flagler e Henry Clay Frick.
Nel 1912, Phipps divise $ 3.000.000 (equivalenti a $ 77.886.000 nel 2018) di proprietà immobiliari a Chicago, in Illinois, tra i suoi tre figli. Più tardi nello stesso anno, distribuì ai suoi figli anche un patrimonio del valore di $ 10.000.000 (equivalente a $ 259.621.000 nel 2018) a Pittsburgh.
Nel 1916, acquistò una proprietà a Great Neck, a Long Island e nel 1917, iniziò la costruzione di una residenza estiva georgiana di trentanove stanze, completata nel 1919. Chiamò la casa Bonnie Blink, che in scozzese significa incantevole veduta. Dopo la sua morte, la villa e la proprietà furono donate al distretto scolastico e da allora si chiama William A. Shine Great Neck South High School.
Nel 1926 comprò Island Beach, che fu venduto dai suoi eredi nel 1953 allo Stato del New Jersey. Ora noto come Island Beach State Park, è l'ultimo tratto di costa incontaminata sulla costa centrale del New Jersey.
Phipps era uno degli investitori pionieristici nel settore immobiliare della Florida. Un tempo, lui e la sua famiglia possedevano un terzo della città di Palm Beach. La famiglia Phipps donò alla città di Palm Beach una delle donazioni più significative della storia della contea: una proprietà di fronte all'oceano che ora è conosciuta come Phipps Park.

### Filantropia
Phipps riteneva che coloro che avessero raggiunto una grande ricchezza avrebbero dovuto fare del bene e creare istituzioni dedicate a tale scopo. Come tale egli fu coinvolto in una serie di cause filantropiche, la più nota delle quali è il Phipps Conservatory and Botanical Gardens di Schenley Park, dono del 1893 alla città di Pittsburgh. Tra le sue molte opere caritatevoli, vi è il finanziamento del Phipps Institute for the Study, Treatment and Prevention of Tuberculosis presso l'Università della Pennsylvania e The Henry Phipps Psychiatric Clinic presso l'Johns Hopkins Hospital che nel 1913 rese possibile la prima struttura ospedaliera negli Stati Uniti per i malati di mente.
Phipps era anche un sostenitore di alloggi dignitosi per i poveri e nel 1905 finanziò la non-profit Phipps Houses per costruire alloggi a prezzi accessibili a New York City. Donò $ 1.000,000 (equivalenti a $ 27.885.000 nel 2018) per costruire case popolari per "lavoratori". La Phipps Houses opera ancora oggi; il pronipote di Henry Phipps, Stuart S. Janney III, siede nel suo consiglio di amministrazione.

## Matrimonio
Nel 1872, Henry Phipps sposò Anne Childs Shaffer (1850-1934), figlia di Margaret e John Shaffer, un costruttore di carrozze di Pittsburgh. Ebbero cinque figli:
- Amy Phipps (1872-7 ottobre 1959), sposò Frederick Edward Guest, ebbero tre figli;
- John Shaffer Phipps (11 agosto 1874-12 maggio 1958), sposò Margarita Celia Grace[25], ebbero quattro figli;
- Helen Margaret Phipps (1876-26 marzo 1934), sposò Bradley Martin[24][26], non ebbero figli;
- Henry Carnegie Phipps (11 maggio 1879-21 marzo 1953), sposò Gladys Livingston Mills[27], ebbero quattro figli;
- Howard Phipps (1881-1981), sposò Harriet Dyer Price[28], non ebbero figli.

## Morte
Phipps morì a Great Neck, il 22 settembre 1930. Alla sua morte, le sue proprietà valevano $ 3.121.810,32 (equivalenti a $ 46.821.000 nel 2018), secondo i documenti di valutazione delle tasse di successione, di cui $ 2.212.002 (equivalenti a $ 33.176.000 nel 2018) in azioni e obbligazioni, $ 926.679 (equivalenti a $ 13.898.000 in 2018) era in proprietà, note, in contanti e obbligazioni assicurative, e $ 375 in proprietà congiunta. Sua moglie era l'unico beneficiario della sua proprietà secondo la sua volontà del 1 giugno 1915.